# Lebedînske, Nikopol
Lebedînske (în ucraineană Лебединське) este un sat în comuna Krînîciuvate din raionul Nikopol, regiunea Dnipropetrovsk, Ucraina.

## Demografie
Componența lingvistică a localității Lebedînske
     Ucraineană (94,48%)
     Rusă (5,17%)
     Alte limbi (0,34%)
Conform recensământului din 2001, majoritatea populației localității Lebedînske era vorbitoare de ucraineană (94,48%), existând în minoritate și vorbitori de rusă (5,17%).